# 寝屋川バイパス

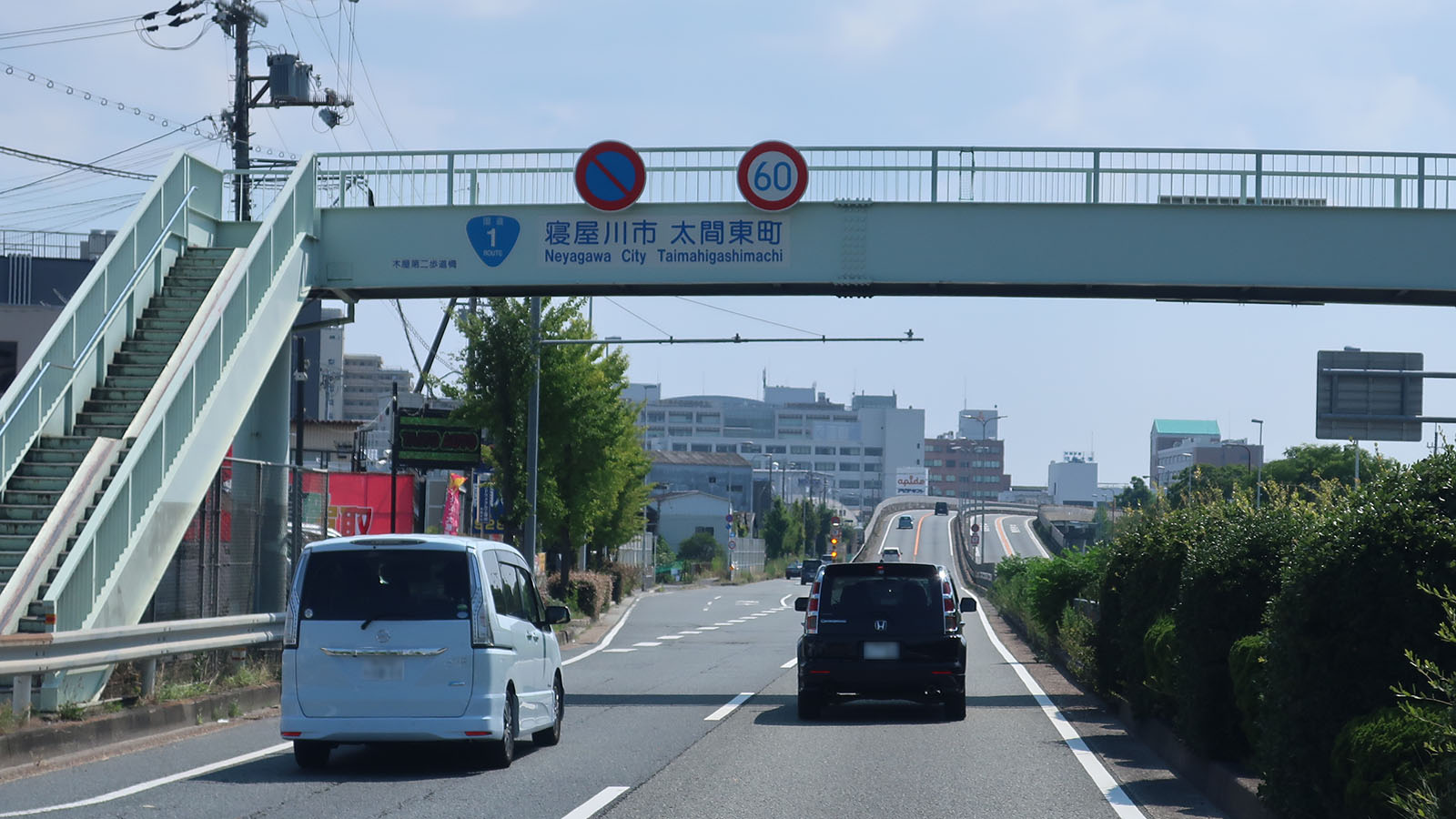
寝屋川バイパス
大阪府寝屋川市太間東町

寝屋川バイパス（ねやがわバイパス）は、大阪府枚方市北中振から、寝屋川市を経由して、守口市大日町に至る、国道1号のバイパス道路である。

## 概要
1970年より部分供用され、1972年に全線が開通した。大日町の付近で本線は阪神高速12号守口線に接続し、側道は大阪中央環状線と接続する。
西行きは大阪中央環状線の鳥飼大橋を先頭とした渋滞が多く発生しており、鳥飼仁和寺大橋有料道路との接続部から枚方バイパスまで達することもある。

## 交差する道路
- 上側が起点側、下側が終点側。左側が上り側、右側が下り側。

| 交差する道路                                | 交差する道路                  | 交差する場所 | 交差する場所 |
| ------------------------------------------- | ----------------------------- | ------------ | ------------ |
| 国道170号 高槻方面 ・ 国道1号 京都方面      |                               |              |              |
| -                                           | 国道170号                     | 枚方市       | 中振南       |
| 府道13号京都守口線                          | -                             | 枚方市       | -            |
| 府道149号木屋門真線                         | 府道148号木屋交野線           | 寝屋川市     | 木屋西       |
| 府道149号木屋門真線                         | 府道149号木屋門真線           | 寝屋川市     | 絶間橋南     |
| 府道19号茨木寝屋川線                        | 府道19号茨木寝屋川線          | 寝屋川市     | 国道太間     |
| 府道15号八尾茨木線 鳥飼仁和寺大橋有料道路   | 府道15号八尾茨木線            | 寝屋川市     |              |
| 阪神高速12号守口線 守口出入口               | 阪神高速12号守口線 守口出入口 | 守口市       | -            |
| 大阪府道2号大阪中央環状線〈大阪中央環状線〉 | 国道1号 大阪・蒲生4方面       | 守口市       |              |
| 府道155号北大日竜田線 阪神高速方面          |                               |              |              |

## 交通量
2005年度（大阪国道事務所 道の資料室より）
平日24時間交通量（台）
- 寝屋川市太間町：77,988
- 寝屋川市仁和寺本町5丁目：81,894